# ポッター郡 (テキサス州)
ポッター郡（英: Potter County）は、アメリカ合衆国テキサス州の北部に位置する郡である。人口は11万8525人（2020年）。郡庁所在地はアマリロであり、同郡で人口最大の都市である。アマリロは南隣のランドール郡にも跨っているため、郡の人口より多くなっている。他の3郡と共にアマリロ都市圏を構成している。郡名はテキサス独立宣言に署名し、テキサス共和国海軍の長官だったロバート・ポッターにちなんで名付けられた。

## 地理
アメリカ合衆国国勢調査局に拠れば、郡域全面積は922平方マイル (2,388 km2)であり、このうち陸地909平方マイル (2,354 km2)、水域は13平方マイル (34 km2)で水域率は1.38%である。

### 主要高規格道路
- 州間高速道路27号線
- 州間高速道路40号線
- アメリカ国道60号線
- アメリカ国道87号線
- アメリカ国道287号線
- テキサス州道136号線
- テキサス州道環状335号線

### 隣接する郡
- ムーア郡 - 北
- カーソン郡 - 東
- ランドール郡 - 南
- オールダム郡 - 西

### 国立保護地域
- アリバテス・フリント石切り場国立記念碑
- メレディス湖国立レクリエーション地域（部分）

## 人口動態
以下は2000年国勢調査による人口統計データである。
| 基礎データ - 人口: 113,546人 - 世帯数: 40,760 世帯 - 家族数: 27,472 家族 - 人口密度: 48人/km2（125人/mi2） - 住居数: 44,598軒 - 住居密度: 19軒/km2（49軒/mi2） 人種別人口構成 - 白人: 68.60% - アフリカン・アメリカン: 9.96% - ネイティブ・アメリカン: 0.87% - アジア人: 2.49% - 太平洋諸島系: 0.04% - その他の人種: 15.44% - 混血: 2.60% - ヒスパニック・ラテン系: 28.11% 年齢別人口構成 - 18歳未満: 28.0% - 18-24歳: 11.1% - 25-44歳: 30.1% - 45-64歳: 19.1% - 65歳以上: 11.7% - 年齢の中央値: 32歳 - 性比（女性100人あたり男性の人口） - 総人口: 100.9 - 18歳以上: 100.2 | 世帯と家族（対世帯数） - 18歳未満の子供がいる: 34.7% - 結婚・同居している夫婦: 47.4% - 未婚・離婚・死別女性が世帯主: 15.0% - 非家族世帯: 32.6% - 単身世帯: 27.6% - 65歳以上の老人1人暮らし: 10.1% - 平均構成人数 - 世帯: 2.61人 - 家族: 3.21人 収入と家計 - 収入の中央値 - 世帯: 29,492米ドル - 家族: 35,321米ドル - 性別 - 男性: 26,123米ドル - 女性: 20,275米ドル - 人口1人あたり収入: 14,947米ドル - 貧困線以下 - 対人口: 19.2% - 対家族数: 15.2% - 18歳未満: 25.3% - 65歳以上: 12.3% |

## 政治
ポッター郡は、特に連邦政府レベルで堅い共和党の地盤である。1968年以降の大統領選挙では、大差で共和党の大統領候補者を支持してきた。2004年の場合、ジョージ・W・ブッシュが21,401 票（総投票数の74%）を獲得し、対抗馬のジョン・ケリーは7,489 票（25%）に過ぎなかった。2008年の場合、ジョン・マケインが20,741 票（69%）を獲得し、対するバラク・オバマは8,932票（30%）だった。

## 都市と町
- アマリロ、都市、人口190,695人 - 郡庁所在地
- ビショップヒルズ、町、人口193人
- ブッシュランド、未編入の町